# Labro
Labro település Olaszországban, Lazio régióban, Rieti megyében. Lakosainak száma 355 fő (2023. január 1.). Labro Colli sul Velino, Terni, Arrone és Morro Reatino községekkel határos.

## Népesség
A település lakossága az elmúlt években az alábbi módon változott:
| Lakosok száma | 366  | 351  | 355  |
|               | 2017 | 2018 | 2023 |